# Winongo
Winongo is een bestuurslaag in het regentschap Madiun van de provincie Oost-Java, Indonesië. Winongo telt 5948 inwoners (volkstelling 2010).